# Monumento all'Indipendenza (Valona)
Il monumento all'Indipendenza (in albanese Monumenti i Pavarësisë) è un monumento bronzeo sito in piazza della Bandiera a Valona per celebrare la dichiarazione d'indipendenza albanese del 1912.

## Storia
Il monumento è stato inaugurato nel 1972, in occasione del 60º anniversario della dichiarazione d'indipendenza albanese, ed è opera degli scultori Kristaq Rama, Shaban Hadëri e Muntaz Dhrami.

## Descrizione
Il monumento è costituito da un basamento sul quale sono posizionate le statue di diversi uomini, raffiguranti i combattenti per l'indipendenza albanese, tra i quali emerge in primo piano Ismail Qemali, primo capo di Stato e capo del governo dell'Albania indipendente. A sovrastare il gruppo scultoreo vi è un soldato, posto in cima ad una colonna dalle forme irregolari, su cui è inciso il numero 1912, anno della dichiarazione d'indipendenza albanese, che solleva fieramente la bandiera albanese.